# Dominica
Dominica (amtlich Commonwealth Dominica) ist ein Inselstaat in den Kleinen Antillen in der östlichen Karibik. Der Staat erstreckt sich über die gleichnamige Insel und ist Mitglied des Commonwealth of Nations. Neben der Amtssprache Englisch ist Antillen-Kreolisch, von den Einwohnern Patwa (Patois) genannt, als Umgangssprache verbreitet.

## Landesname
In der Sprache der karibischen indigenen Bevölkerung wurde die Insel wegen ihres gebirgigen Geländeprofils Ouaitocoubouli genannt (in anderer Transkription Wai'tukubuli, deutsch „ihr Körper ist hoch“).
Die europäische Bezeichnung erhielt die Insel, weil Christoph Kolumbus sie nach dem Wochentag ihrer Entdeckung benannte, einem Sonntag (auf Latein: Dominica).

## Geografie

### Territorium
Dominica liegt auf 15°18′N 61°23′W in der östlichen Karibik. Als eine der Westindischen Inseln im östlichen Inselbogen der Kleinen Antillen gehört Dominica zu den Inseln über dem Winde.
Nach britischem Sprachgebrauch zählt Dominica zu den „Leeward Islands“, womit der nördliche Teil jener Inselgruppe gemeint ist, die im Deutschen und anderen Sprachen als Inseln über dem Winde bezeichnet wird. Da aber Dominica ungefähr in der Mitte des Inselbogens liegt, die Abgrenzung von nördlich gelegenen (englisch Leeward Islands) gegenüber weiter südlich liegenden (englisch Windward Islands) Inseln dieser Kette in etlichen Sprachräumen unterschiedlich gezogen wird und das westindische Englisch teilweise dem internationalen Sprachgebrauch folgt, wird Dominica auch als nördlichste der „Windward Islands“ angesehen.
Dominica liegt zwischen den französischen Karibikinseln zweier Übersee-Départements: Guadeloupe im Norden und Martinique im Süden. Ungefähr 250 km im Westen befindet sich die unbewohnte venezolanische Insel Aves.
Die Insel Dominica ist knapp 49 km lang und nicht mehr als 23 km breit. Ihre Landfläche von 751 km² entspricht etwa der des Stadtstaats Hamburg. Ihre maritime Ausschließliche Wirtschaftszone (umgangssprachlich auch 200-Meilen-Zone) umfasst 28.985 km², ihr Küstenmeer (12-Meilen-Zone) 659 km², ihr gesamtes Seegebiet damit 29.736 km². Damit liegt sie im weltweiten Vergleich auf Platz 124.
Eckpunkte Dominicas sind
- Nördlichster Punkt: unbenanntes Inselchen etwas N von Carib Point, Saint Andrew Parish
- Südlichster Punkt: Küste SO von Scotts Head, Saint Mark Parish
- Westlichster Punkt: Pointe Ronde, Saint John Parish
- Östlichster Punkt: Pointe à Peine, Saint David Parish

### Geologie und Geomorphologie
Dominica liegt mit der Inselkette der kleinen Antillen am östlichen Rand der Karibischen Platte, in der Subduktionszone, in der die Südamerikanische Platte durch die Plattentektonik unter die Karibische Platte geschoben wird. Die Subduktion führt seit Millionen von Jahren zu vulkanischer Aktivität und Erdbeben, die bis heute vorkommen (s. Erdbeben in den kleinen Antillen 1974). Wie die gesamte Inselkette ist auch Dominica durch Vulkane entstanden. Ihre Entstehung begann im Oligozän, vor ca. 26 Mio. Jahren, damit ist sie die jüngste der Antillen-Inseln. Wie die anderen Inseln ist sie der Gipfel eines Unterwasserbergs, der durch Anhäufung von Magma entstand.
Dominica hat mindestens neun potentiell aktive Vulkane, eine der weltweit höchsten Konzentrationen. In den letzten 40.000 Jahren wiesen diese Dutzende, möglicherweise Hunderte Eruptionen auf. In den letzten 350 Jahren gab es 14 von den Vulkanen ausgehende seismische Krisen mit unterirdischer Magmabewegung und Erdbeben. Eine der jüngsten seismischen Aktivitäten der Insel war ein Dampfausbruch im Valley of Desolation im Jahr 1997.
Die Oberfläche der Insel besteht fast vollständig aus pleistozänen Ablagerungen, ⁣⁣mit der Ausnahme eines pliozänen Gebiets im Osten. Darunter findet sich vulkanischer Basalt aus dem Eozän sowie Andesit und Rhyolith, die an manchen Stellen über die Ablagerungen herausragen.
Einige der höchsten Berge der Kleinen Antillen finden sich hier, teils von vulkanischen Kratern gekennzeichnet. Die höchste Erhebung ist der Morne Diablotins mit 1447 m; er wird als zweithöchster Berg der Kleinen Antillen nur vom aktiven Vulkan Soufrière auf der benachbarten Insel Basse-Terre (eine von Guadeloupes Hauptinseln) überragt. Die zweitgrößte Erhebung ist der Morne Trois Pitons mit 1423 m. Die Landschaft ist eine der felsigsten und zerklüftetsten der Karibik. 80 % der Küste ist Steilküste.
Die Kombination aus zerklüfteter, vulkanischer Landschaft mit hohen Niederschlägen führt zu bemerkenswerten Gewässer-Verhältnissen. Auf Dominica findet sich mit dem Boiling Lake ein Kratersee, die weltweit zweitgrößte Heißwasserquelle, die von noch heute vorhandener vulkanischer Aktivität im Untergrund zeugt. Daneben finden sich auf dem wasserreichen Dominica etwa 300 Flüsse oder Bäche, Wasserfälle und etliche Seen wie der Freshwater Lake und der Kratersee Boeri Lake sowie weitere heiße Quellen.

### Klima

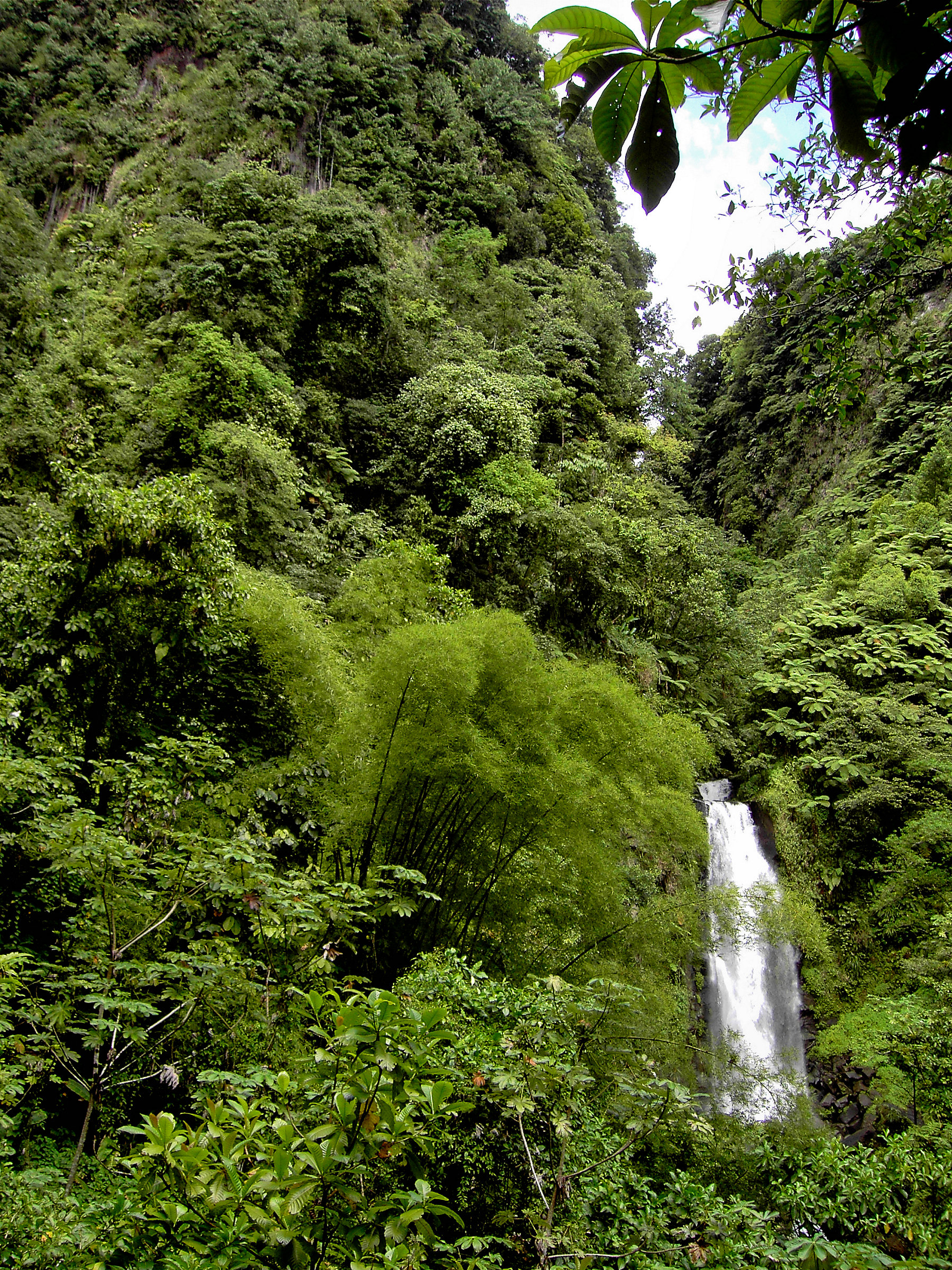
Regenwald bei den Trafalgar-Wasserfällen

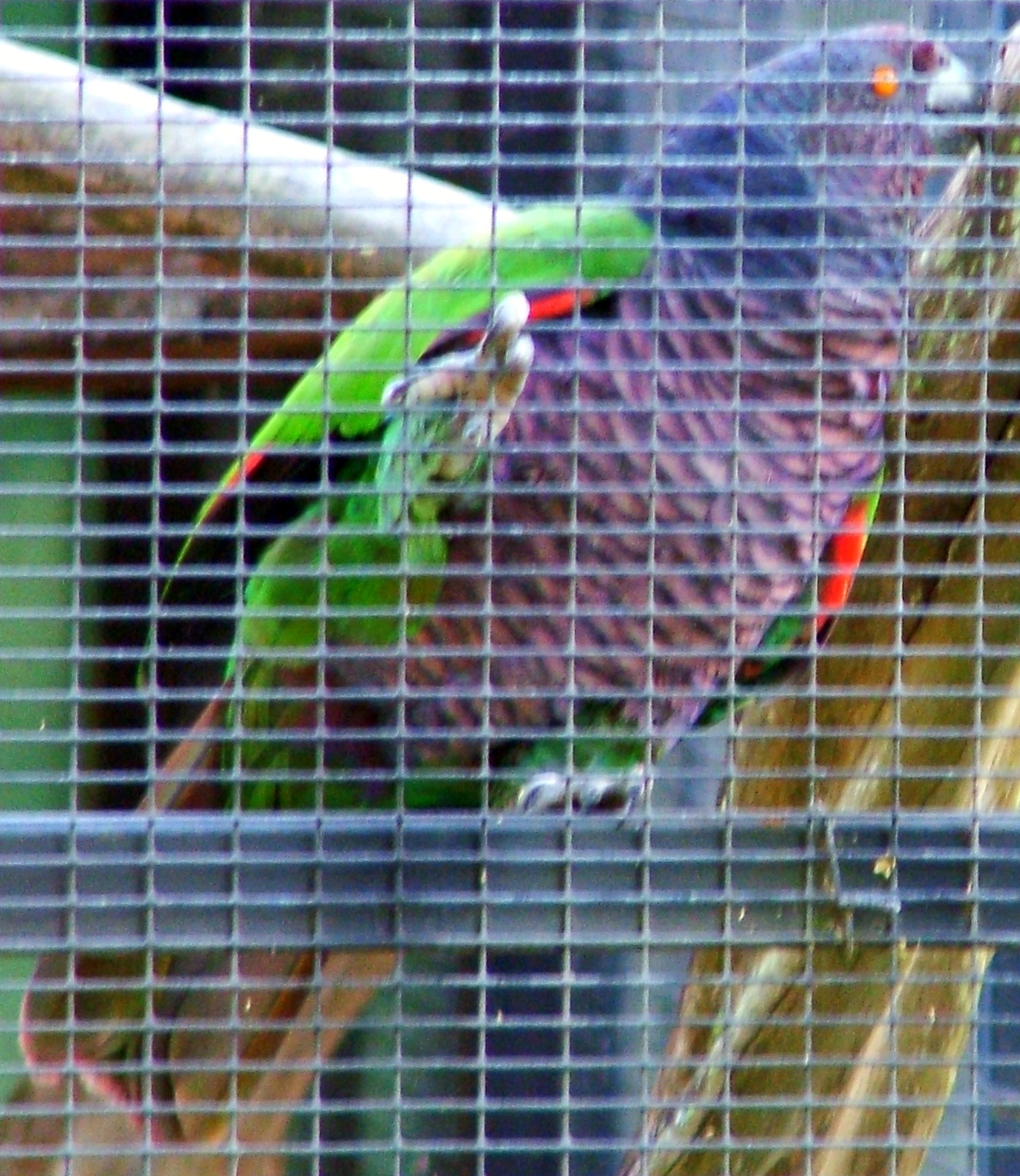
Kaiseramazone im Botanischen Garten in Roseau auf Dominica (2004)

Das Klima ist tropisch, gemäßigt durch nordöstliche Winde, mit schweren Regenfällen; Dominica ist eines der niederschlagsreichsten Länder der Welt.
Dies kann besonders in der Hurrikan-Saison zwischen Mai und November zu Überschwemmungen und Erdrutschen führen. Im Weltrisikobericht 2021 ist Dominica auf Rang 4 der Länder mit dem höchsten Katastrophenrisiko weltweit.
Wirbelstürme:
- Im November 1999 hinterließ der Hurrikan Lenny eine Spur der Verwüstung an der Westküste.
- Im August 2007 wütete der Hurrikan Dean auf der Insel und forderte mindestens zwei Todesopfer.[12]
- Im August 2015 kamen durch den tropischen Sturm Erika 39 Menschen ums Leben. Die materiellen Schäden infolge von Erika summierten sich auf 90 % des Bruttoinlandsproduktes des Vorjahres.[13]
- In der Nacht vom 18. auf den 19. September 2017 zog der Hurrikan Maria mit seinem Auge über Dominica und hinterließ große Verwüstungen.[14] 65 Menschen kamen dabei ums Leben, darunter 34 Vermisste, die nicht gefunden werden konnten und für tot erklärt wurden.[15] Unmittelbar nach dem verheerenden Hurrikan kam es in vielen Städten der Insel zu Plünderungen, an denen auch Polizeibeamte beteiligt waren.[16] Die Gesamtschäden inkl. Produktionsausfällen beliefen sich auf über 1,4 Mrd. USD[17] und damit auf fast das Doppelte des Bruttoinlandsproduktes von 2016.

### Flora und Fauna
Dominica trägt den inoffiziellen Beinamen the nature island („die Naturinsel“) wegen ihrer üppigen und artenreichen Tier- und Pflanzenwelt. Es wurden 1226 Pflanzenarten beschrieben.
50 % der Insel sind von unberührtem immergrünem tropischen Regenwald bedeckt, in höheren Lagen findet sich Berg- und Nebelwald.
Es wurden 172 Vogelarten beschrieben, darunter Kolibris, Breitflügelbussard, Krabbenreiher und Zitterdrosseln. Dominicas Nationalvogel ist die Kaiseramazone, eine vom Aussterben bedrohte Papageienart, die in den Bergwäldern heimisch ist.
In der umgebenden karibischen See finden sich zahlreiche Wal-Arten, insbesondere Pottwale, die man an ruhigen Tagen beobachten kann, daneben auch Grindwale, Borneodelfine, Schlankdelfin und Tursiop-Delfine. Weniger häufig sind Cuvier-Schnabelwal, Kleiner Schwertwal, Zwergpottwal, Kleiner Pottwal, Rundkopfdelfin, Gemeiner Delfin, Buckelwal und Brydewal. Dies macht Dominica interessant für die Walbeobachtung.

## Bevölkerung

### Demografie
Dominica hatte 2022 73.000 Einwohner. Das jährliche Bevölkerungswachstum betrug + 0,4 %. Zum Bevölkerungswachstum trug ein Geburtenüberschuss (Geburtenziffer: 13,3 pro 1000 Einwohner vs. Sterbeziffer: 8,9 pro 1000 Einwohner) bei. Die Anzahl der Geburten pro Frau lag 2022 statistisch bei 1,6, die der Region Lateinamerika und die Karibik betrug 1,8. Im Jahr 2023 waren 19,4 Prozent der Bevölkerung unter 15 Jahre, während der Anteil der über 64-Jährigen 9,8 Prozent der Bevölkerung betrug.

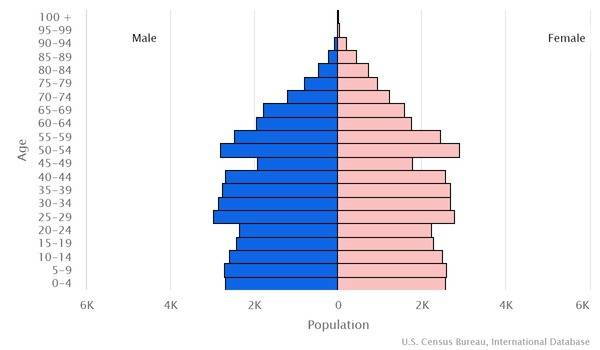
Bevölkerungspyramide Dominica 2022

| Jahr | Einwohnerzahl | Jahr | Einwohnerzahl |
| ---- | ------------- | ---- | ------------- |
| 1950 | 51.100        | 1990 | 70.926        |
| 1960 | 60.011        | 2000 | 69.676        |
| 1970 | 71.073        | 2010 | 71.440        |
| 1980 | 75.314        | 2020 | 72.000        |

### Bevölkerungsstruktur
Die Bevölkerung Dominicas gliedert sich in folgende Gruppen: 86,8 % Schwarze, 8,9 % Menschen gemischter afrikanisch-europäischer Abstammung, 2,9 % Kariben und 0,8 % Europäer.
Die Staatsangehörigen Dominicas werden laut StAGN als „Dominicaner“ bezeichnet, im Unterschied zu den Staatsangehörigen der flächenmäßig um ein Vielfaches größeren, nordwestlich gelegenen Dominikanischen Republik, die „Dominikaner“ genannt werden.
Kariben
Die Karibik hat von diesen Indigenen ihren Namen, die sich dort Kalinago oder Kalinagos nennen. In einem Reservat (Kalinago Territory) im Osten Dominicas lebt die größte annähernd homogene Population der Kariben weltweit. Die Zahlenangaben zu den unvermischten Indigenen dieses Reservats divergieren. Dominica Weekly nennt für das Jahr 2008 noch 1000 unvermischte Kariben. Abweichend hiervon beziffert eine Karibin die Anzahl der unvermischten Kariben im Reservat mit nur noch rund 300. Die britische Kolonialregierung richtete 1903 das Karibenreservat ein, ihr Häuptling (chief) ist Garnet Joseph, der im Juli 2009 gewählt wurde.
1902 schrieb Henry Hesketh Bell (1864–1952), der Verwalter der Insel, an Joseph Chamberlain, den britischen Kolonialminister (Secretary of State for the Colonies), es habe sich zur Zeit der Entdeckung auf einigen Inseln um eine „milde und schüchterne Rasse“, auf den kleinen Inseln um kriegerische Kariben gehandelt, wie er von französischen Historikern des 17. Jahrhunderts zu wissen glaubte. Durch ihren unbeugsamen – „heldenhaften“ – Widerstand entgingen sie, so Bell, der Sklaverei auf den anderen Inseln. Er berichtet weiter, die Kariben seien als Eroberer vom Festland gekommen und hätten die „Arrowak“ unterworfen. Die Töchter hätten von nun an die Karibensprache, die Söhne jedoch die Arouak-Sprache gesprochen. Die Einwohnerzahl war aber insgesamt gering, die als „Carbet“ bezeichneten Dörfer bestanden nie aus mehr als 30 Hütten und lagen an der Küste. Nur zur Jagd zogen die Kariben in die Berge. Sie bauten hochseetüchtige Kanus und gingen mit ihnen auf Fischfang. Dass sie auf Sklavenjagd gingen, kann wohl als gesichert gelten, doch ob die Gerüchte von Menschenfresserei eine wahre Grundlage hatten oder nur dazu dienten, die Spanier abzuschrecken, ist ungeklärt.
Jedenfalls war schon 1547 dies das Argument, mit dem die Versklavung der Kariben vom spanischen König erlaubt wurde. Da sie jedoch als Sklaven wertlos waren – sie starben lieber, denn als Sklaven zu leben –, wurden sie sofort und ohne jede Kontaktaufnahme getötet. Um 1600 beherrschten die Kariben nur noch Guadeloupe, Dominica und Martinique. Auch auf Dominica setzten sich Europäer fest, in diesem Fall Franzosen. Einer von ihnen, Du Tertre, gab für 1633 die Zahl der Kariben mit 938 an, die sich auf 32 Dörfer verteilten. Dagegen waren 349 Franzosen auf der Insel, hinzu kamen 23 Menschen gemischter afrikanisch-europäischer Herkunft (in kolonialen Quellen als „Mulatten“ bezeichnet) und 338 schwarze Sklaven. 1635 versuchten mehrere Karibenverbände einen Angriff auf Guadeloupe, doch wurde er abgewehrt und dann als Vorwand genommen, die Kariben auf Guadeloupe auszurotten. Einige entkamen nach Dominica. Da man auf Martinique offenbar genauso vorging, kamen zahlreiche Flüchtlinge nach Dominica, wo mittlerweile der Großteil der Kariben lebte. Ihrer Übermacht mussten wiederum die lokalen Franzosen weichen. 1666 räumten die Franzosen auch Antigua. Im Vertrag von Aachen von 1748, in dem die Besitzverhältnisse auch in dieser Region geregelt wurden, erscheint Dominica als eine neutrale Insel, da sie keiner der Kolonialmächte gehörte. Dennoch entstanden an der Westseite Dominicas französische Siedlungen, und die Kariben konnten die Siedler nicht vertreiben. Briten unterstützten die Kariben gegen die Franzosen, doch sobald sie 1763 selbst Kolonialherren geworden waren, behandelten sie die Indianer selber wie es zuvor die Franzosen getan hatten. Nur ein winziges Gebiet von weniger als einem Quadratkilometer (232 Acre) sollte ihnen schließlich bleiben. Doch die Kariben verteidigten erfolgreich das Binnenland und zu ihnen stießen entflohene Sklaven. 1791 existierten nur 20 bis 30 Familien und sie hatten sich in den Nordosten der Insel geflüchtet, in die Dörfer Salybia und Bataka. Zudem sollen sie um diese Zeit den Kannibalismus aufgegeben haben. Am Ende des 19. Jahrhunderts waren sie so weit assimiliert, dass sie an Sonntagen, wie Bell schrieb, schwarze Röcke und hohe Hüte trugen. Er schätzte die Zahl der vollblütigen Kariben auf 120, dazu kamen rund 280 Mischlinge. Rochefort stellte 1665 ein knappes Glossar zusammen. Um 1900 war ihr Häuptling Auguste François, doch nannte man ihn „Ogiste“. Bell schlug vor, das Karibenreservat auf 3700 Acre (15 km²) zu vergrößern.
Im Mai 2008 schlug Chief Charles Williams vor, Ehen zwischen den rund tausend Kalinagos, wie die Kariben in Abgrenzung zu den sonstigen im Reservat Lebenden genannt werden, und Nicht-Kalinagos zu verbieten, doch lehnte die Regierung das Programm zur Rettung der letzten Karibenpopulation ab, weil dies Freiheitsrechte einschränke.

### Sprachen
Englisch ist die Amtssprache und wird allgemein verstanden und gesprochen. Das ursprünglich in der ganzen Region gesprochene Inselkaribische oder Kalinago der einheimischen Kariben ist seit 1920 ausgestorben. Dominica war zugleich die letzte Insel, auf der Kalinago gesprochen wurde. Weit verbreitet ist Dominikanisches Kreolisch, von den Einheimischen Patwa genannt, eine Variante des Antillen-Kreolisch, das auf dem Französischen beruht und auf die französische Kolonialphase ab 1690 zurückzuführen ist, in der eine Bevölkerungsmehrheit französisches Kreolisch sprach, sowie auf die Lage zwischen den zwei französischsprachigen Inseln Martinique und Guadeloupe.
Seit 1979 ist Dominica ein Mitglied der Frankophonie. Dominikanisches Kreolisch ist besonders in der älteren Generation im Gebrauch. In den jüngeren Generationen nimmt die Verwendung des Kreolischen ab, weshalb Initiativen gestartet wurden, es lebendig zu halten.

### Religionen
Etwa 80 % der Bevölkerung sind katholisch, 15 % protestantisch (5 % Methodisten, 3 % Pfingstler, 3 % Adventisten, 2 % Baptisten, 2 % andere). Voodoo und voodooähnliche Religionen sind ebenfalls verbreitet und werden oft parallel zu den christlichen Religionsbekenntnissen ausgeübt.

### Gesundheit
Die Gesundheitsausgaben des Landes betrugen im Jahr 2021 6,5 % des Bruttoinlandsprodukts. Im Jahr 2017 praktizierten in Dominica 11,4 Ärztinnen und Ärzte je 10.000 Einwohner. Die Sterblichkeit bei unter 5-Jährigen betrug 2022 32,2 pro 1000 Lebendgeburten. Die Grundversorgung mit medizinischen Geräten und Bedarfsmitteln in den Krankenhäusern Dominicas ist nicht immer gewährleistet.
Hochbetagte
Auf Dominica leben ungewöhnlich viele Zentenare, also Menschen jenseits der hundert Lebensjahre. 2001 waren über 20 amtlich erfasst, was einer Quote von einem Zentenar pro 3450 Einwohner entspricht (zum Vergleich: in Deutschland ist die Quote ca. 1 zu 12.200, Stand 2000, also fast 75 % geringer). Legenden ranken sich heute noch um einen der angeblich ältesten Menschen der Welt, die Dominicanerin Mione Elizabeth George Israel oder einfach Ma Pampo, die am 14. Oktober 2003 im sagenhaften Alter von 128 Jahren auf Dominica gestorben ist. Es gibt jedoch bis dato kein Dokument, welches zweifelsfrei ihren Geburtstag (27. Januar 1875) belegen könnte.

## Geschichte

### Vorgeschichte 3000/2000 v. Chr.–1493 n. Chr.

Siedlungsgebiete der indigenen Völker der Karibik bei der Ankunft der Europäer

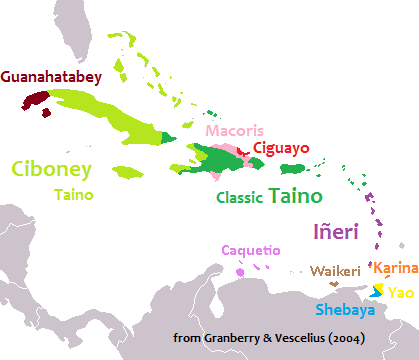
Indigene Sprachen in der Karibik

Mit der Ankunft der Europäer in der Karibik begann die schriftliche Dokumentation und Erforschung der indigenen Ethnien. Dabei haben der begrenzte Kenntnisstand, eine eurozentrische Sichtweise und koloniale Interessen der Europäer die Schriften der frühen spanischen, französischen und englischen Chronisten über die Indigenen beeinflusst, was zu vielen Vereinfachungen und Verzerrungen führte. Die moderne Geschichtsschreibung, Archäologie (einschl. DNA-Forschung) und Ethnologie haben ein differenzierteres Bild erarbeitet, das laufend erweitert und korrigiert wird. In der prä-kolumbianischen Epoche erlebte die Insel mehrere Siedlungswellen bzw. kulturelle Entwicklungen:
- Casimiroiden-Kultur: benannt nach einer Ausgrabungsstätte auf Hispaniola. Diese frühen menschlichen Siedler der Region sind in der Karibik etwa 4190-2165 v. Chr. nachgewiesen. Sie kamen laut DNA-Befunden ursprünglich aus dem nördlichen Südamerika, andere Hinweise deuten auf Mittelamerika. Sie begannen ihre Einwanderung von Westen her und sind v. a. in Kuba, Hispaniola und Puerto Rico nachzuweisen, ihre Verbreitung weiter östlich auf andere Antillen-Inseln wird noch erforscht, sie haben möglicherweise die kleineren Antillen (in denen Dominica liegt) erreicht. Sie waren Sammler und Jäger, jagten zunächst Seetiere wie Robben, Seekühe und Schildkröten sowie Landtiere wie Baumratten und Faultiere. Später verfeinerten sie ihre Steinwerkzeuge und erschlossen sich den Fischfang. Nach manchen Quellen kannten sie weder Landwirtschaft noch Töpferei, nach anderen ernteten sie Wildgras und Obst, stellten einfache Töpferwaren her und betrieben möglicherweise frühe Formen der Landwirtschaft.

- Ortoiroiden-Kultur: benannt nach einer Ausgrabungsstätte beim Ortoire River auf Trinidad, wo sie seit 5000 v. Chr. nachgewiesen sind. Sie kamen aus dem nördlichen Südamerika, besiedelten die Karibik parallel zu den Casimiroiden, aber von Süden aus, und könnten die ersten Siedler auf Dominica gewesen sein. Je nach Quelle wird ihre Ankunft auf ca. 3100 v. Chr. oder auf etwa 2000 v. Chr. datiert.[45] Auch diese Kultur war steinzeitlich, hatte jedoch entwickeltere Steinwerkzeuge. Auch sie ernteten nach manchen Quellen Wildgras und Obst, stellten einfache Töpferwaren her und betrieben möglicherweise frühe Formen der Landwirtschaft.

- Saladoidkultur: benannt nach einer Ausgrabungsstätte bei Saladero im Mündungsgebiet des Orinoco in Venezuela, wo sie sich laut manchen Quellen seit 2100 v. Chr., laut anderen ab 1200 v. Chr. nachweisen lässt. Etwa 500 v. Chr. begannen sie die Besiedlung der Antillen, aufgrund ihrer halbnomadischen Brandrodungswirtschaft expandierten sie rasch und erreichten bald auch Dominica, wo mindestens 13 Ausgrabungsstätten Hinweise auf sie liefern. Sie betrieben Landwirtschaft, Gartenbau, Jagd und Fischerei sowie entwickelte Töpferei, stellten u. a. aus Maniok das Cassava-Brot her. Hinweise deuten auf eine egalitäre Stammeskultur. Sie gehörten vermutlich zur Arawak-Sprachfamilie und hielten per Fernhandel Kontakt zu ihrem Ursprungsgebiet. Es wird noch erforscht, inwieweit sie auf Dominica die Ortoiroiden verdrängten oder sich mit ihnen vermischten.

- Troumassoiden-Kultur: benannt nach einer Ausgrabungsstätte in Troumassée auf St. Lucia. Unterschieden werden die Troumassan-Periode 600–1000 n. Chr. und die Suazan-Periode 1000–1450. Die erste Periode entwickelte sich in Dominica (und den anderen Windwards-Inseln) im Lauf des 6. Jahrhunderts allmählich aus der Saladoid-Kultur, sie ist offenbar nicht durch eine Einwanderung entstanden; es wird vermutet, dass das allmähliche Bevölkerungswachstum zu Änderungen der Sozialstruktur und Kultur führte. In der zweiten Periode entwickelt sich daraus eine komplexere, hierarchischere Gesellschaftsstruktur, es kommen soziale Ungleichheiten auf, erste Schritte zum Häuptlingstum sind erkennbar, Fernhandel mit Karibik und Südamerika ist nachgewiesen. Aus ihrer Sprache hat sich eine Variante des Taino entwickelt, einem Teil der Arawak-Sprachfamilie; Taino wurde bei der Ankunft der Europäer in mehreren Varianten im größten Teil der Karibik gesprochen. Mit den Troumassoiden verbundene archäologische Funde hören auf Dominica und den gesamten Windwards-Inseln abrupt um 1450 auf, was auf ein kriegerisches Ende der Kultur hinweist.

- Kariben-Kultur: die Kariben sind eine südamerikanische Ethnie und Sprachfamilie; sie drangen ab etwa 1400 von Süden kommend in die Karibik vor. Sie verdrängten und assimilierten in Dominica und den gesamten Windwards-Inseln (dem südlichen Teil der kleinen Antillen) die Taino. Als die Europäer eintrafen, hatten die Kariben bereits Inseln nördlich von Dominica erobert, z. B. St. Kitts und Nevis. Die auf dem südamerikanischen Festland lebenden Kariben (die sich selbst Kalihna bzw. Galibi nannten) wurden von Ethnologen weiterhin so bezeichnet, die übrigen Gruppen erhielten den Namen Insel-Kariben. Diese „Insel-Kariben“, die sich selbst Kalinago nannten, vermischten sich mit der vorgefundenen Bevölkerung so stark, dass sie letztlich eine Taino- bzw. Arawak-Variante sprachen, die wenig mit ihrer ursprünglichen kontinentalen Sprache zu tun hat. Diese Ethnie kontrollierte Dominica ca. 1400 bis 1700 und auch später noch große Teile der Insel, sie war ihr letztes Rückzugsgebiet, nachdem St. Vincent 1796 britisch geworden war und mehrere tausend von ihnen deportiert worden waren. Sie ist bis heute auf der Insel zu finden. Ihre europäische Benennung „Kariben“ ist aus dem Wort „Carib“ abgeleitet, das ihrer Sprache entstammen und „tapferer Mann“ bedeuten soll; möglicherweise haben sie sich auch selbst so genannt. Aus dieser Benennung „Kariben“ leiteten die Spanier auch die Bezeichnung für die gesamte Karibik ab.

Lange dominierte aufgrund der spanischen Überlieferung die Annahme, dass auf Dominica zuerst die Ciboney oder Steinleute gelebt hätten, dann seien die friedlichen Arawak erschienen, die später von den kriegerischen und kannibalischen Kariben ausgerottet worden seien. So berichteten spanische Chronisten, dass die Taino-Einwohner anderer Inseln sich fürchteten „vor Leuten, die aus Carib oder Canib kamen“, kriegerisch waren und Gefangene verspeisten, wodurch das Wort Caniba, Kannibalen, ins Spanische und von dort in viele Sprachen vordrang. Heute herrscht ein differenzierteres Bild vor:
- Die Arawak sind eine südamerikanische Sprachfamilie, die (nicht nur friedlich) in die Karibik expandierte, wo sie das heute in der Karibik vorherrschende Taino entwickelte und seinerseits Varianten bildete. Sie wurden von den Kariben, auch auf Dominica, nicht einfach vernichtet und vertrieben, sondern auch assimiliert, wobei die Kariben die Taino-Sprache übernahmen und umwandelten.
- Die den Kariben von Kolumbus und anderen Chronisten unterstellten (und nach ihnen benannten) kannibalistischen Praktiken werden heute als Übertreibung oder Falschbehauptung eingeschätzt, die dazu diente, ihre Vertreibung und Vernichtung zu rechtfertigen. Hinweise deuten darauf hin, dass die ritualisierten kannibalistischen Praktiken, falls sie vorhanden waren, sich bei Taino und Kariben ähnelten. Es wird auch als möglich angesehen, dass es sie nicht gab und kulturelle Praktiken wie die Aufbewahrung von Körperteilen tapferer gegnerischer Krieger als Trophäen und die Aufbewahrung und religiöse Verehrung von Knochen der Ahnen als Kannibalismus missdeutet wurden. Ihre berüchtigten Raubfahrten werden von manchen Autoren eher als Frauenraub gedeutet denn als Kannibalenfahrten.[46]
- Die Ciboney wiederum sind die westliche Taino-Gruppe auf Kuba, die sich dort durch kulturelle Mischungen entwickelte und nie auf Dominica war. Sie wurden früher häufig mit den bis zur Ankunft der Europäer ebenfalls auf Kuba siedelnden Guanahatabey verwechselt, die als ein Rest der Casimiroiden betrachtet werden.

### Europäische Kolonisierungsversuche 1493–1690
Dominica wurde am 3. November 1493 von Christoph Kolumbus auf seiner zweiten Reise entdeckt, er ging jedoch nicht an Land. Kolumbus benannte die Insel nach dem Wochentag ihrer Entdeckung, einem Sonntag (auf Latein: Dominica). Eines der Schiffe seiner Flotte erkundete die Inselküste und fand u. a. die heutige Prince Rupert Bay mit einer Kalinago-Siedlung.
Dominica hatte für die Spanier und die anderen kolonisierenden Europäer strategische Bedeutung, weil sie auf dem Seeweg von Europa nach Westindien das erste Land sowie reich an Holz und Wasser ist. Jedoch war Dominica aufgrund seiner bergigen, zerklüfteten Landschaft, die von nicht schiffbaren Flüssen durchzogen und von dichtem, fast undurchdringlichem Urwald bedeckt ist, jahrhundertelang eine uneinnehmbare „Naturfestung“. Daher wurde lange Zeit nur selten ein Kolonisierungsversuch unternommen und nur sporadisch liefen Schiffe die Insel an, um Trinkwasser oder Holz zu laden oder den Indianern Obst abzukaufen. Die Europäer wandten sich anderen Inseln zu, die leichter zu erobern waren. Mit fortschreitender europäischer Expansion in die Karibik flüchteten Kariben von diesen eroberten Inseln nach Dominica bzw. wurden hierhin deportiert, was die indigene Kontrolle über die Insel weiter verstärkte. Dominica wurde zum letzten Rückzugsgebiet der Kalinago. Aufgrund des hier besonders starken Widerstands wurde Dominica die letzte von Europäern kolonisierte karibische Insel.
1503 erlässt die spanische Regierung die ersten Edikte, die spanischen Kolonisten in Hispaniola freistellen, Kariben südlich von Puerto Rico zu jagen und zu versklaven.
1514 trafen die nächsten spanischen Besucher ein, eine Flotte unter Pedro Arias de Avila. Am 3. Juni 1514 lief er mit 19 Schiffen und 1.500 Mann Besatzung in die gleiche Bucht ein. Beim Landgang wurden seine Männer aus dem Hinterhalt von den Indianern mit giftigen Pfeilen beschossen.
1519 wurde Dominica mit weiteren 20 Inseln durch die Spanier dem Bistum von Puerto Rico zugeteilt.
1520 erhält der spanische Ratsherr Antonio Serrano die Ernennung zum Gouverneur von Dominica und benachbarten Inseln und den Auftrag, sie zu kolonisieren, aber die Kalinago besiegen bei Guadeloupe seine Truppen und es findet keine Kolonisation statt.
1535 wird Dominica zum Rastplatz für die regelmäßig verkehrende spanische Schatzflotte auf ihrem Weg von Europa in die Karibik erklärt. Der Ankerplatz ist die Bucht am heutigen Portsmouth „an der nordwestlichen Küste“, die Wälder, heiße Quellen und frisches Wasser bot. Danach teilten sich die Flotten, die eine Hälfte segelte nach Carthagena und Panama, die andere nach Mexiko.
1567 wurden die spanischen Silberschiffe „San Juan“, „Santa Barbola“, „San Felipe“ und „El Espiritu Santo“ bei der Durchfahrt durch die Dominica-Passage von einem Wirbelsturm an die Nordküste der Insel getrieben und sanken. Die Kalinago plündern die an den Strand geschwemmten Schiffe. Im gleichen Jahr gibt es die ersten Berichte über geflohene afrikanische Sklaven und weiße Deserteure, die unter den Kalinago leben.
1568 Französische und englische Eindringlinge (im Sinne von Monopolbrecher) wie John Hawkins, Francis Drake und dem Duke of Cumberland beginnen, die Bucht als Rastplatz und Handelsort mit den Kalinago zu nutzen, um Tabak und Nahrung einzutauschen.
1607 rasten die drei englischen Siedlerschiffe Godspeed, Susan Constant und Discovery drei Tage auf Dominica. Sie sind im Auftrag der Virginia Company of London unterwegs, um in Virginia Jamestown zu gründen, die erste dauerhafte englische Siedlung in Nordamerika.
1627 schenkte der englische König Karl I. seinem Höfling James Hay, 1st Earl of Carlisle sämtliche karibischen Inseln, darunter auch Dominica. Obwohl James Hay sehr an den Kolonien interessiert war und Plantagen in Neuengland besaß, war das nur ein theoretisches Eigentum, dessen tatsächliche Durchsetzung von den realen militärischen Verhältnissen abhing, weshalb keine reale Kolonisation stattfand. Offiziell beanspruchte England die Insel bis 1748, als es Dominica an Frankreich abtrat.
1632 beanspruchte das französische Unternehmen Compagnie des Îles de l’Amérique Dominica und andere Antillen-Inseln, es fand jedoch keine Besiedlung statt.
1642 wurden die beiden katholischen Missionare Raymond Breton und Charles Raymond im Auftrag des Dominikanerordens von Guadeloupe aus nach Dominica geschickt, um die Kalinago zum Christentum zu bekehren. Breton besuchte Dominica bis 1650 wiederholt. Damit wurde er der erste regelmäßige europäische Besucher der Insel. Er feiert die erste Messe in Itassi (Vieille Case) und baut die erste Kirche, in der Form eines taboui der Kalinago, in Colihaut. Nach seiner Rückkehr nach Frankreich 1654 verfasste er vier Bücher über die Karibik, darunter 1665 das „Dictionnaire Caribe – Francais“ und 1667 eine Karibische Grammatik. Dort weist er u. a. darauf hin, dass die Frauen nur Arawak sprachen, während die Männer sowohl Arawak als auch Carib sprachen. Er berichtet, dass sie sich selbst „Callinago“ nannten (oder Calliponan in der Frauensprache).
1653 greifen französische Truppen unter Captain Du Mé zur Vergeltung für einen Kalinago-Angriff auf eine französische Siedlung auf Mariegalante ein Kalinago-Dorf an Dominicas Nordküste an, das heutige Anse Du Mé, und massakrieren die Einwohner.
1655 wurde Pater Phillipe de Beaumont als Nachfolger von Raymond Breton auf die Insel geschickt. Er schlug dem Gouverneur der französischen Karibikinseln vor, mit den Carib-Indianern Frieden zu schließen und ihnen die Inseln Dominica und St. Vincent zu überlassen.
1660 treffen Kalinago, Franzosen und Engländer am 31. März die Vereinbarung, Dominica und St. Vincent den Kalinago zu überlassen.
Trotzdem ging der Kleinkrieg mit den „Caribs“ weiter, denn die natürlichen Ressourcen zogen englische und französische Holzfäller an, die anfingen, Holz zu schlagen. Die Kalinago konnten weitgehend die Kontrolle über Dominica behalten, auch indem sie die rivalisierenden Europäer gegeneinander ausspielten und teils von Franzosen, teils von den Engländern unterstützt wurden. Doch diese Kämpfe und europäische Krankheiten reduzierten ihre Anzahl erheblich. 1647 hatte man noch 5.000 gezählt, um 1700 waren es nur noch 2.000, bis 1713 ging die Zahl auf 500 zurück und 1730 waren es nur noch 400.
1664 unterstützt der britisch-karibische Häuptling Thomas „Indian“ Warner (auch „Carib“ Warner genannt) einen britischen Angriff auf französische Siedler in St. Lucia; er führt 600 Kalinago-Krieger in 17 Kanus von Dominica in die Schlacht. 'Indian' Warner war ein Sohn des „Erkunders von St. Kitts“, Sir Thomas Warner, der auf St. Kitts die erste englische Kolonie in der Karibik einrichtete, mit seiner vierten Frau, einer Kalinago aus Dominica. 1630 geboren, wurde er von seinem Vater in dessen Haushalt aufgezogen. Nach dessen Tod 1649 wollte ihn die dritte Frau des Vaters nicht länger im Haushalt dulden, obwohl ihn sein Halbbruder Phillip verteidigte. Indian Warner floh nach Dominica, wo er von einem Kalinago-Dorf an der Westküste aufgenommen wurde, ihre Lebensweise annahm und später zum Häuptling wurde.
1665 wurde Indian Warner von William Willoughby, 6th Baron Willoughby of Parham, von 1667 bis 1673 Gouverneur von Barbados, zum englischen Lieutenant Governor Dominicas ernannt, in der Hoffnung, die englische Kontrolle über die Insel zu erreichen.
1666 wurde Indian Warner von den Franzosen gefangen genommen und in der Haft in Guadeloupe und St. Kitts misshandelt.
1667 wird am 9. Dezember Indian Warner von den Franzosen in der Folge eines Friedensvertrags freigelassen und von Gouverneur Willoughby wieder als Lieutenant Governor von Dominica eingesetzt.
1674 überfielen die Kalinago von Dominica die Insel Antigua. Als Vergeltung griff Warners Halbbruder Philip Warner, seit 1671 Lieutnant Governor in Antigua, mit englischen Truppen das Dorf von Carib Warner an, tötete seinen Bruder am Anfang der Schlacht und massakrierte die Einwohner. Die Franzosen nannten diesen Ort später Massacre. Phillip Warner wurde 1675 für den Mord an seinem Bruder und dem Massaker an dessen Stamm zu 18 Monaten Gefängnis verurteilt und verlor 1676 seinen Posten als Lieutenant Governor von Antigua. Dort hatte er jedoch so viel Zustimmung, dass er später zum Parlamentssprecher gewählt wurde.
Auch in den folgenden acht Jahren griffen die Kalinago Dominicas europäische Siedler auf den Inseln Barbuda und Montserrat an.

### Französische Kolonie 1690–1761
1690 errichteten die Franzosen ihre erste dauerhafte Siedlung auf Dominica. Französische Holzfäller aus Martinique und Guadeloupe richteten Holzfällerlager ein, um die französischen Inseln mit Holz zu versorgen, und wurden allmählich zu dauerhaften Siedlern. Sie brachten die ersten afrikanischen Sklaven aus Westafrika nach „Dominique“, wie sie die Insel nannten.
1700 besucht der französische Priester Jean Baptiste Labat Dominica und trifft die Kalinago der Ostküste.
1715 kam es zu einer Revolte armer weißer Kleinbauern im Norden von Martinique, die als La Gaoulé bekannt wurde. Sie löste eine Einwanderung dieser Siedler ins südliche Dominique aus, wo sie kleine Bauernhöfe aufbauten. Gleichzeitig siedelten französische und andere Familien aus Guadeloupe im Norden Dominicas.
1727 übernahm der erste französische Kommandant M. Le Grand die Befehlsgewalt und installierte erste Regierungsstrukturen. Dominique wurde formell zur französischen Kolonie und die Inseln wurden in Distrikte bzw. „quartiers“ unterteilt. Der Jesuitenorden legt eine Plantage bei Grand Bay (heute Berekua) an.
Die Franzosen hatten bereits Plantagen auf Martinique und Guadeloupe eingerichtet, wo sie Zuckerrohr mit Hilfe afrikanischer Sklavenarbeiter anbauten. Auf Dominique bauten sie schrittweise Kaffeeplantagen auf. Aufgrund des transatlantischen Sklavenhandels änderte sich die Bevölkerungsstruktur völlig, die Bevölkerung bestand bald hauptsächlich aus schwarzafrikanischen Sklaven.
1731 befahlen die Könige von Großbritannien und Frankreich, dass die französischen Siedler von Dominica evakuiert und die Insel den Kalinago überlassen werden sollten.
1748 vereinbarten Frankreich und Großbritannien im Frieden von Aachen, Dominica als neutrales Territorium zu betrachten und den Kalinago zu überlassen.
Dennoch fuhren die Franzosen fort, die reiche Insel zu kolonisieren.

### Britische Kolonie 1761–1978

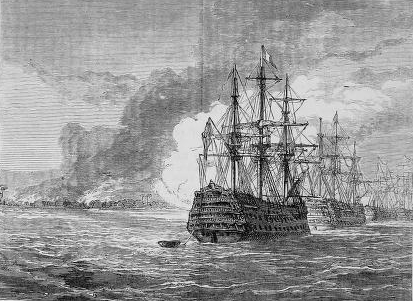
Das französische Kriegsschiff Le Majestueux bei der Vernichtung von Rousseau am 22. Februar 1805

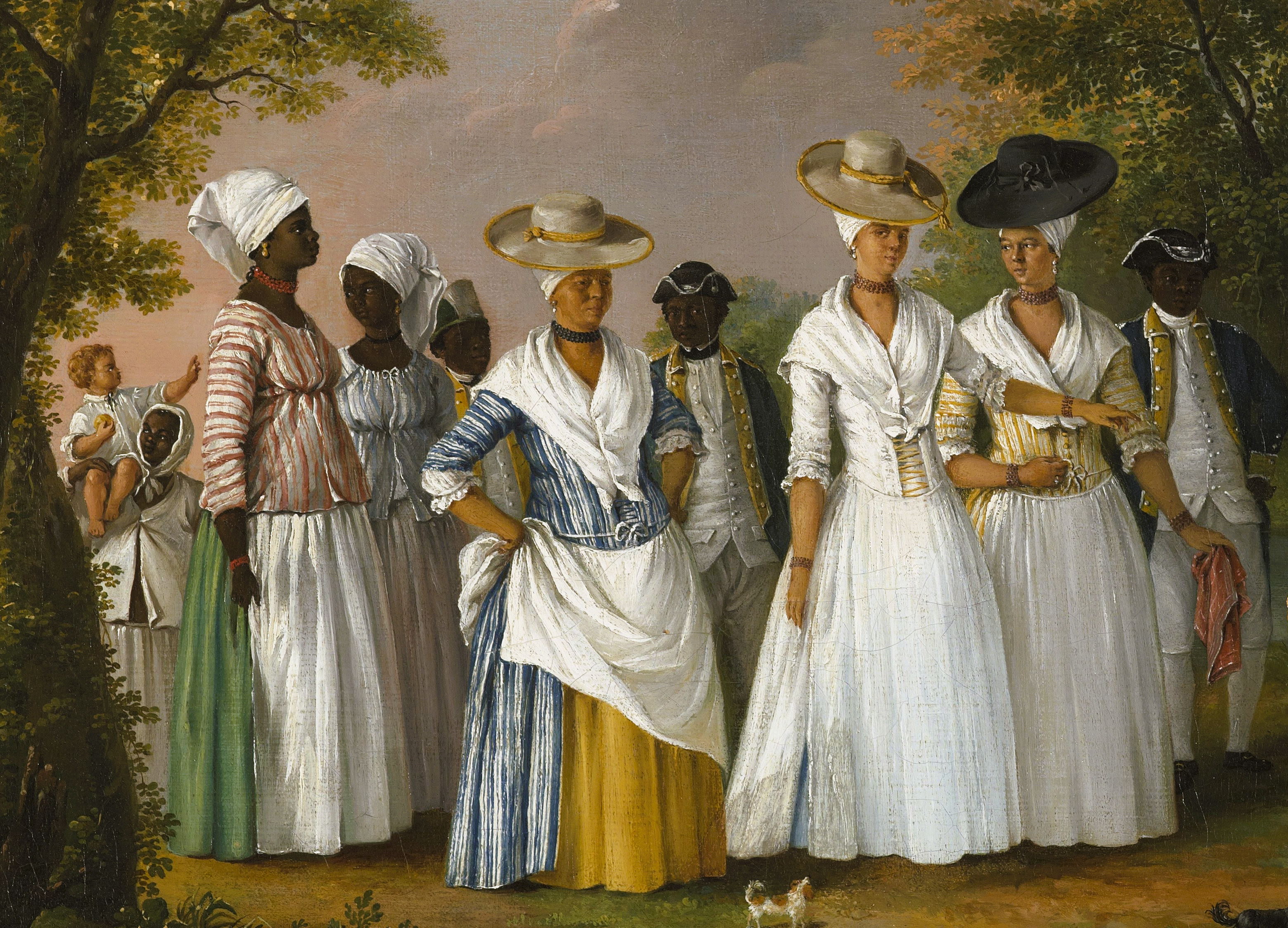
Freie farbige Frauen mit ihren Kindern und Dienerinnen, Ölgemälde von Agostino Brunias, Dominica, ca. 1764–1796.

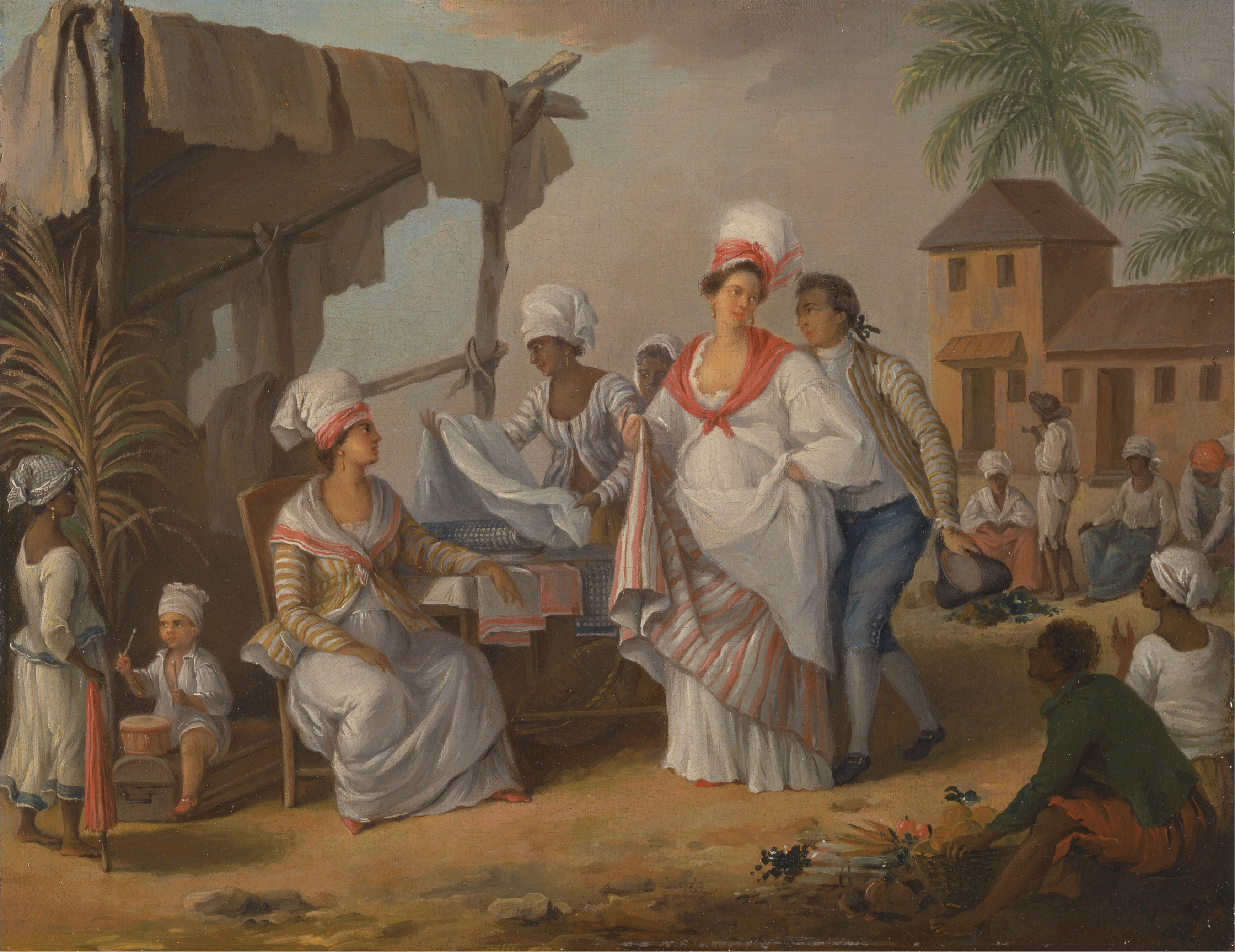
Markttag in Roseau, Gemälde von Agostino Brunias, Dominica, 1780

1761 eroberte während des europäischen Siebenjährigen Kriegs eine britische Expedition unter Lord Andrew Rollo und Sir James Douglas Dominica und weitere karibische Inseln. Sie warfen den Franzosen vor, den Vertrag von Aachen von 1748 gebrochen zu haben. Sie eroberten am 6. Juni die Siedlung Roseau und besetzten die Insel. Viele afrikanische Sklaven nutzten das Durcheinander und flohen in die Wälder.
1763 hatte Frankreich den Krieg verloren und übergab im Friedensvertrag von Paris die Insel an Großbritannien. Dominica war nun offiziell britische Kolonie. Im gleichen Jahr richteten die Briten eine gesetzgebende Versammlung ein, in der nur europäische Kolonisten vertreten waren. Französisch blieb Amtssprache, aber der größte Teil der Bevölkerung sprach das daraus entstandene Antillen-Kreolisch. In der Bevölkerung war eine Gegnerschaft zur britischen Herrschaft verbreitet, insbesondere bei den freien farbigen Menschen („free people of colour“). Auch waren im Lauf des 18. Jahrhunderts Maroon-Gemeinschaften entstanden, in denen sich entflohene schwarze Sklaven mit den indigenen Kalinago in unzugänglichen, dicht bewaldeten Rückzugsgebieten zusammentaten. Bis zur Aufhebung der Sklaverei standen sie in ständigem Konflikt mit den britischen Kolonialbehörden, kontrollierten noch für weitere Generationen im 18. und 19. Jahrhundert ein eigenes Territorium von ca. 170 km² im Landesinnern und verhinderten 1763 bis 1818 mit häufigen Kriegszügen eine Expansion der europäischen Kolonisation über einen schmalen Küstenstreifen hinaus.
1764 teilten britische Landvermesser die Insel in Parzellen auf, um Grundstücksverkäufe vorzubereiten. John Byres zeichnete 1776 die „Byres map“, die die Grundlage allen künftigen Landbesitzes in Dominica wurde. Die Insel wurde auch in die bis heute gültigen Distrikte („parishes“) aufgeteilt. Tausende Hektar Land (gemessen in Acre) wurden für Zucker- und Kaffeeplantagen gerodet und der Import afrikanischer Sklaven stieg rasch an.
1765 wurde eine erste Lokalregierung als Teil der föderierten Kolonien der südlichen Karibik mit Hauptstadt in Grenada eingerichtet. Portsmouth wurde als Hauptstadt des britischen Dominica geplant und angelegt, der Bau der dortigen Garnison Fort Shirley begann. Erste Gesetze wurden verabschiedet, ein Gericht berufen, eine Druckerpresse importiert und die Anglikanische Kirche zur Staatskirche erklärt. Im gleichen Jahr wurde die Insel von Naturkatastrophen schwer getroffen: Erdbeben im April und Mai und später im Jahr ein Hurrikan. 1766 erholte sich die Bevölkerung, im britisch kontrollierten Gebiet wurde 2020 Weiße und 8497 Sklaven gezählt.
1768 wurde das Gebiet von Portsmouth als ungesund erachtet und es begannen Planungen für eine Hauptstadt in Roseau.
1770 forderten die dominicanischen Kolonisten ihr eigenes Parlament und die Insel wurde selbständige Kolonie mit Sir William Young als erstem Gouverneur.
1773 wurden im britisch kontrollierten Bereich 3350 Weiße, 750 freie farbige Menschen und 18.753 Sklaven gezählt.
1776 forderte Gouverneur John Orde die Regierung in London auf, Dominicas Verfassung von 1775 abzuschaffen, um das Parlament aufzulösen.
1778 nutzten die Franzosen den Amerikanischen Unabhängigkeitskrieg und eroberten am 7. September mit Truppen unter Marquis de Bouille und aktiver Unterstützung der Bevölkerung die Insel kurzzeitig zurück. Marquis Duchilleau wird zum Gouverneur ernannt, 5000 französische Soldaten auf Dominica stationiert und Gesetze gegen die britischen Einwohner erlassen.
1780 richtete am 10. Oktober ein Hurrikan schwere Schäden an. Im französisch kontrollierten Bereich werden 1066 Weiße, 543 freie farbige Menschen und 12.713 Sklaven gezählt.
1781 wurde Roseau durch ein Feuer zerstört, 500 Häuser gehen verloren. Die französischen Truppen werden dafür verantwortlich gemacht und der französische Gouverneur wird ausgetauscht.
1782 fang bei einigen Inselchen vor der Nordostküste von Dominica am 12. April die Schlacht von Les Saintes statt. Die französische Marine unter Admiral François Joseph Paul de Grasse verliert gegen die britische Navy unter Admiral George Rodney.
1783 mussten die Franzosen Dominica im Frieden von Paris wieder an England zurückgeben.
1784 erreichte der neue britische Gouverneur, Sir John Orde, 1st Baronet, im Januar Dominica und übernimmt die Insel wieder für Großbritannien.
1785–1786 kam es zum Ersten Maroon-Krieg, einem Aufstand von Maroons unter Häuptling Balla und anderen. Sie greifen das Gut Rosalie an und die britischen Truppen antwortet mit einem Gegenangriff auf Maroon-Lager bei Belles. Bekannte Frauen wie Angelique, Calypso und Victorie werden gefangen genommen und vor Gericht gestellt. 150 Maroons werden getötet. Häuptling Balla wird gefangen und öffentlich hingerichtet. Der Sklave des Belfast-Landgutes, der ihn fing, erhält die Freiheit und 165 britische Pfund.
1787 kamen die ersten Methodisten-Missionare unter Thomas Coke die Insel. Im britisch kontrollierten Bereich werden 1236 Weiße, 545 freie farbige Menschen und 14.967 Sklaven gezählt.
1788 wurde im Parlament (House of Assembly) ein Gesetz zur Verbesserung der Lebensbedingungen der Sklaven verabschiedet.
1791 revoltierten Sklaven im Süden und Osten der Insel, v. a. im St. Patrick Parish. Gouverneur Sir John Orde unterdrückte die Revolte und erhält Danksagungen von Parlament und Plantagenbesitzern.

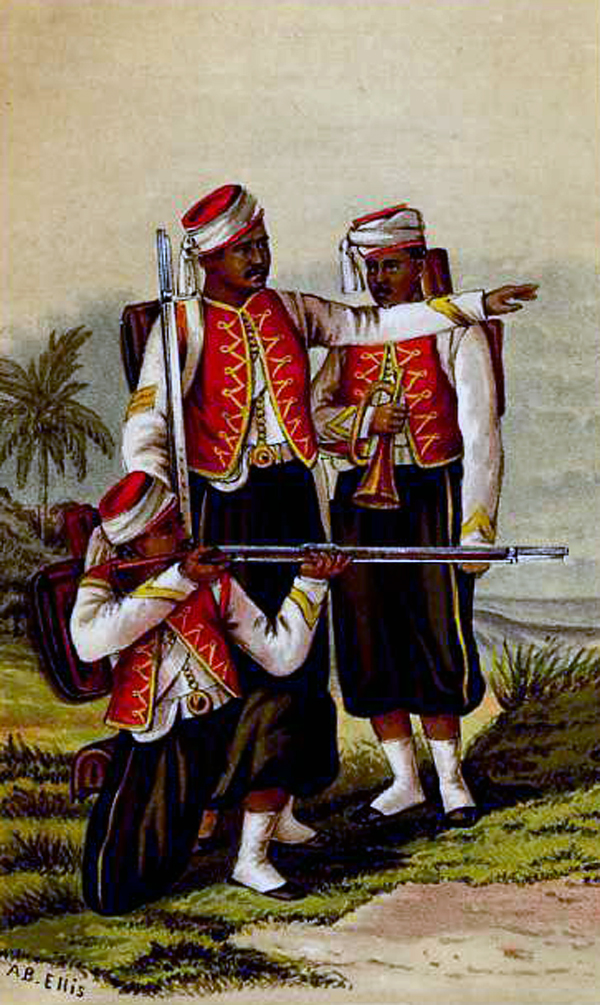
Einheiten der West India Regiments 1874

1795 versuchten die Franzosen während der Haitianischen Revolution, bei der Frankreich seine reichste karibische Kolonie in die Unabhängigkeit entlassen musste, vergeblich, Dominica zurückzuerobern. Französische Revolutionsstreitkräfte griffen die Insel an der Nordküste an. Französische Sympathisanten von Colihaut revoltierten und versuchten, durch den Urwald zu marschieren, um sich den Invasionstruppen anzuschließen. Das misslang und die Briten schlugen die Angreifer zurück. 600 französische Einwohner wurden von Dominica deportiert.
1796 gründete Gouverneur Andrew James Cochrane Johnston angesichts der Schwierigkeiten der britischen Truppen, die Maroons zu bekämpfen, das erste Schwarze Regiment der Westindischen Regimenter. Es wurde aus afrikanischen Sklaven gebildet, die eigens dafür gekauft und für die Verteidigung der Kolonie ausgebildet wurden. Sie wurde in der Garnison Fort Shirley in Cabrits bei Portsmouth stationiert.
1799 beschloss das Parlament ein Gesetz, das die Teilnahme der Sklaven an Gottesdiensten erlaubte.
1802 revoltierte das 8th West India regiment in Fort Shirley, die Sklaven-Soldaten empörten sich über die Arbeitsbedingungen und fürchteten die Rückversetzung auf Plantagen. Sie übernahmen das Fort für drei Tage. Gouverneur Cochrane setzte das Königliche Schottische Regiment aus Roseau ein, das die Revolte niederschlägt. Ein großer Teil der Sklaven-Soldaten flüchtete in die Berge und vereinigte sich mit den Maroons, 34 von ihnen wurden gehängt. Das Regiment wurde von Gouverneur Cochrane aufgelöst.
1804 wurde Gouverneur Cochrane aufgrund dieses Aufstands abgelöst, George Prevost wurde sein Nachfolger.
1805 fang der letzte französische Angriff auf Dominica statt. Truppen unter General La Grange fielen von Martinique aus ein, eroberten Roseau und brannten es nieder. Die Parlamentsmitglieder wurden als Geiseln genommen, ein Lösegeld von 20.000 Pfund wird verlangt, aber nur 8.000 Pfund wurden gezahlt. Englische Truppen unter Gouverneur George Prevost eilten quer durch die Insel durch das „Carib quarter“ nach Cabrits und bereiteten die dortige Garnison auf einen Angriff vor. Die französischen Schiffe näherten sich Cabrits, aber entschieden sich, den Angriff abzubrechen; die französischen Truppen zogen sich von Dominica zurück, das unter britischer Kontrolle blieb. Im gleichen Jahr wurde Dominica offiziell zur britischen Kolonie erklärt. Im britisch kontrollierten Bereich wurden 1594 Weiße, 2882 freie farbige Menschen und 22.083 Sklaven gezählt.
1806 traf am 9. September ein verheerender Hurrikan die Insel, der Roseau-Fluss schwoll an und überflutete die Hauptstadt, zahlreiche Häuser wurden weggeschwemmt und 131 Personen getötet.
1807 setzte sich in Großbritannien die Abolitionismus-Bewegung durch, das Londoner Parlament verbot mit dem Slave Trade Act den Sklavenhandel im britische Empire, aber noch nicht die Sklavenhaltung.
1809 griffen bewaffnete Sklaven ein Maroon-Lager an und vernichteten es.
1812 lebten 800 Maroons in 15 Lagern. Im gleichen Jahr wurde ein neuer Gouverneur ins Amt eingeführt: George Robert Ainslie. Als eine der ersten Amtshandlungen versprach er eine Amnestie für Maroons, die den Kampf aufgeben.
1813 trifft ein weiterer zerstörerischer Hurrikan Dominica.
1814–1815 kam es zum Zweiten Maroon-Krieg, überall auf der Insel kam es zu Aufständen der Maroon. Gouverneur George Robert Ainslie ordnete massive Vergeltungsmaßnahmen an. Der alte Maroon-Häuptling Jacko wurde getötet. Verhaftungen, Erhängungen und andere Bestrafungen fanden statt. Zwischen Februar und November 1814 wurden insgesamt 577 Maroons getötet, festgenommen oder sie ergaben sich. Mit dem Ende dieses Kriegs endete offenbar generell der bewaffnete Widerstand von Kalinago und Maroons. Ainslie wurde nach England zurückgerufen, um sich Anklagen wegen übertriebener Grausamkeit zu stellen.
1818 forderte Gouverneur Charles William Maxwell, Dominica den Status einer von außen regierten Kronkolonie zu geben und das Parlament abzuschaffen, das er als „Nest von Idioten und Unzufriedenen“ („nest of fools und malcontents“) bezeichnete.
1822 wurden in Dominica Gesetze verabschiedet (Amelioration Acts), die die Lebensbedingungen der versklavten Bevölkerung verbessern sollten.
1823 forderte Gouverneur Earl of Huntingdon, Dominicas Verfassung zu ändern, um die Zahl ihrer Mitglieder von 19 auf 13 zu senken. Er habe seine „frommen Hoffnungen“ aufgegeben, das Parlament „in einer der radikalsten Kolonien“ kontrollieren zu können und bat um sofortige Versetzung auf einen beliebigen anderen Posten im Empire („anywhere in the world“).
1825 traf ein weiterer verheerender Hurrikan die Insel.
1829 wurde ein Gesetz verabschiedet, das Katholiken von den Beschränkungen befreit, die ihnen die protestantische britische Regierung auferlegt hatte, und ihnen erlaubte, voll am öffentlichen und politischen Leben teilzunehmen.
1831 wurde ein Gesetz verabschiedet, das „Brown Privilege Bill“, das alle Benachteiligungen aufgrund von Hautfarbe für alle freien Menschen abschaffte. Das betraf im Wesentlichen die Bevölkerungsgruppe der freien farbigen Menschen (free people of colour). Hauptexportprodukt war zu dieser Zeit Kaffee, der rund ein Drittel des Ausfuhrwertes ausmachte.
1832 wurde Dominica der Verwaltungseinheit Leeward-Islands zugeteilt und nun von St. John aus verwaltet, der Hauptstadt von Antigua. Im gleichen Jahr wirkte sich die im Vorjahr verabschiedete Brown Privilege Bill politisch aus: Es wurden die ersten drei farbigen Männer in das Parlament gewählt.
1833 verbot das Londoner Parlament mit dem Slavery Abolition Act die Sklavenhaltung im Britischen Empire.
1834 erhielten am 1. August sämtliche Sklaven im Empire die Freiheit. Allerdings wurde eine vierjährige Übergangszeit verordnet („apprenticeship period“ genannt), während der die ehemaligen Sklaven weiter auf den Plantagen arbeiten mussten, nun allerdings gegen Lohn. Im September verwüstete „The Great Hurricane“ die Insel.
1835 flohen viele Sklaven der benachbarten französischen Kolonien auf Guadeloupe und Martinique nach Dominica.
1837 setzte die Royal Navy versklavte Afrikaner, die sie von ausländischen Schiffen befreite, auf Dominica ab. Diese siedelten als freie Menschen an verschiedenen Stellen der Insel.
1838 endete am 1. August die Übergangszeit des Slavery Abolition Act und die farbige Bevölkerung erhielt die volle Freiheit. Es verbreitete sich das Gefühl, nun eine freie Gesellschaft aufzubauen. An den Rändern der Plantagen-Landgüter entstanden neue Dörfer. Im gleichen Jahr erreichten Menschen gemischter Herkunft erstmals eine Mehrheit im Parlament Dominicas, das erste Mal im britischen Empire – eine gesellschaftliche Gruppe, die damals als „Mulatten“ bezeichnet wurde.
Mit der Befreiung der Sklaven wandelte sich die Sozialstruktur Dominicas grundlegend. Eine neue Klasse freier Bauern entstand, während sich gleichzeitig eine gebildete Schicht von Menschen afrikanischer und europäischer Herkunft herausbildete. Diese Gruppe spielte zunehmend eine politische und wirtschaftliche Rolle – ein Prozess, der später als „der Aufstieg der Mulatten“ (The Mulatto Ascendency oder The Rise of the Mulatto Élite) bezeichnet wurde. Diese Begriffe stammen aus kolonialen Klassifikationssystemen und gelten heute als problematisch. Diese aufstrebende Mittelschicht trat in Konkurrenz zur bisherigen herrschenden Klasse der weißen Plantagenbesitzer. Letztere war eng mit weißen Amtsinhabern in Verwaltung und Justiz (z. B. Beamte, Staatsanwälte, Richter) sowie mit städtischen Unternehmern (wie Anwälten, Händlern und dem Besitzer der einzigen Zeitung) verbunden. Der Machtkampf zwischen diesen Gruppen prägte die politische Entwicklung Dominicas bis weit ins 19. Jahrhundert hinein – und darüber hinaus.
1839 erreichte der Farbige George Charles Falconer Dominica. 1819 in Barbados geboren, lernte er zunächst das Tischler-, dann das Druckerhandwerk. Dadurch in Kontakt mit Büchern gekommen, bildete er sich autodidaktisch fort. Er verließ das übervölkerte Barbados und fand in Dominica eine aufgeheizte Atmosphäre vor. Die freien farbigen Menschen, die nun die Mehrheit im Parlamenten hatten, versuchten Verbesserungen für die farbige Bevölkerungsmehrheit durchzusetzen, aber scheiterten häufig an den parlamentarischen Tricks der Plantagenbesitzer und ihrer Verbündeten im Parlament und im „Council“ (einer Art Oberhaus des Parlaments). Deren Sichtweise, die Farbigen „an ihrem Platz“ zu halten, wurde auch von der einzigen Tageszeitung Dominicas unterstützt, „The Colonist“ unter Besitzer Thomas Doyle. George Charles Falconer entschied, eine Zeitung zu gründen, die die Sichtweise der farbigen Bevölkerungsmehrheit vertreten sollte. Mit einiger Geheimhaltung importierte er eine hölzerne Druckerpresse von Nevis und im Oktober 1939 erschien die erste Ausgabe des „The Dominican“ mit dem Motto „Deo, Regina et Populo“. Falconer war Eigentümer und Redakteur, Francis Coquille Verleger und Drucker. Die Zeitung erschien bis 1907. Damit formten sich eine konservative und eine liberale politische Strömung. Falconer wurde zu einem Wortführer und schließlich parlamentarischem Anführer der Liberalen. Im Lauf der Konflikte des 19. Jahrhunderts gelang den Konservativen eine schrittweise Entmachtung des Parlaments und damit der Vertreter der farbigen Bevölkerungsmehrheit, die ihren Gipfelpunkt 1898 erreichte.
1844 fanden Aufstände gegen die Volkszählung statt, „Census Riots“ und „La Guerre Negre“ genannt. Die arbeitende Bevölkerung hegte den Verdacht, dass die erste Volkszählung dazu dienen soll, die Namen aller Farbigen zu erfassen, um die Sklaverei wieder einzuführen. Die Miliz unterdrückte die Aufstände.
1850 wurde die römisch-katholische Diözese von Roseau eingerichtet, der erste Bischof ernannt. Sie deckte die Leeward Islands und die Jungferninseln ab. Es begann eine intensive Evangelisierung und Taufen auf der ganzen Insel.
1856 fanden die „Aufstände von Batalie“ statt (Batalie Riots), als Menschen bei Batalie (einschließlich „The Queen’s Three Chains“) Land besetzten. Im gleichen Jahr wurde eine Steuer zur Finanzierung der Straßenreparatur eingeführt (Road Tax bzw. umgangssprachlich „Traveau“), gegen die sich Protest richtete, weil es die erste Steuer war, die allen Bürgern auferlegt wurde und verlangte, dass sie entweder einige Tage pro Jahr im Straßenbau arbeiteten oder stattdessen Geld für die Reparatur zahlten.
1857 landeten die ersten katholischen Nonnen (aus Norwood in England) die Insel und eröffneten eine Klosterschule (Convent School).
1863 wurde George Charles Falconer, inzwischen Mitglied im Unterhaus des Parlaments, aufgrund einer Rede im Parlament für drei Tage verhaftet, weil der Parlamentspräsident sein Verhalten als „Missachtung des Parlaments“ empfand. Falconer reichte dagegen Klage ein, die 1866 vor dem Privy Council in London verhandelt wurde.
1865 wurde Dominica auf Forderung der weißen Plantagenbesitzer zur Kronkolonie erklärt, um das von Farbigen kontrollierte Parlament Dominicas zu entmachten. Dies wurde aber nur teilweise umgesetzt. Das gewählte Parlament wurde ersetzt durch eines, das zur Hälfte aus gewählten und zur Hälfte aus ernannten Mitgliedern besteht.
1871 wurde Dominica ein vollgültiges Mitglied der kolonialen Verwaltungseinheit Leeward Island, die von Antiqua aus regiert wurde.
1880 brach aus dem Boiling Lake eine Dampfsäule aus (phreatische Eruption), die Roseau mit Asche bedeckte und Angst in der Stadt verbreitete.
1888 verursachten eine Grundsteuer und weitere Steuern große Kontroversen.
1898 wurde der bereits 1865 beschlossene Status Dominicas als Kronkolonie durch Entsendung des Verwalters Sir Hesketh Bell praktisch umgesetzt.
1914–1918 meldeten sich Freiwillige aus Dominica, um im Ersten Weltkrieg in der britischen Armee in Europa zu kämpfen, v. a. Söhne von Kleinbauern.
1938 gab der Staat dem politischen Druck der Farbigen nach und Parteigründungen wurden erlaubt.
1951 schaffte man das Wahlrecht ab, das sich am Vermögen orientierte, und ersetzte es durch ein gleiches Wahlrecht. Dabei wurde auch das Frauenwahlrecht eingeführt. Es wurde bei der Unabhängigkeit 1978 bestätigt.
Es entstanden Parteien und 1957 erhielt die Insel ihren ersten Chief Minister. 1957/58 entstand die Westindische Föderation, die jedoch 1962 aufgelöst wurde. 1967 erhielt die Insel eine begrenzte Selbständigkeit, denn die Verteidigungs- und Außenpolitik blieb bei Großbritannien.

### Unabhängige Republik seit 1978
Am 3. November 1978 wurde schließlich die Unabhängigkeit von Großbritannien proklamiert, seit dem 8. Dezember 1978 ist Dominica Mitglied der Vereinten Nationen.
Erster Premierminister wurde Patrick John von der sozialdemokratischen DLP (Dominican Labour Party). Seine Regierungszeit war geprägt von persönlicher Vorteilsnahme und Korruption, was unter anderem zu blutigen Demonstrationen und zur Gründung der konservativen Partei „Dominican Freedom Party“ (DFP) führte. Ein nationales Notstandskomitee, das Committee for National Salvation (CNS), wählte am 21. Juni 1979 den Wirtschaftsminister Oliver J. Seraphin zum Premier.
Im Juni 1980 wurde Mary Eugenia Charles von der Partei DFP zur Nachfolgerin gewählt und blieb als erste Staatschefin in der Karibikregion 15 Jahre im Amt. Patrick John scheiterte 1981 mit dem Versuch, mit Hilfe von Mitgliedern des rechtsradikalen amerikanischen Ku Klux Klan die Regierung von Ministerpräsidentin Eugenia Charles zu stürzen. Wegen dieses Putschversuchs wurden die Streitkräfte aufgelöst.
Die Wirtschaft profitierte in den 1980er Jahren vom Erfolg des Bananen-Exports, erlebte jedoch schwere Beeinträchtigungen, als mehrere Hurrikans zahlreiche Bananenplantagen vernichteten und fruchtbareren Boden verwehten; darüber hinaus verlor Dominica 1992 den bevorzugten Zugang zum Markt des Vereinigten Königreichs. Die Regierungen setzen seitdem auf Diversifizierung der Wirtschaft und auf eine Förderung des Tourismus, zu der auch umweltpolitische Aktivitäten wie Aufforstung und die Einrichtung von Schutzgebieten beitragen sollen.
1997 wurde der 1975 eingerichtete Nationalpark Morne Trois Pitons, benannt nach dem gleichnamigen Berg, zum Weltnaturerbe der UNESCO ernannt. Einen weiteren Beitrag zum Aufschwung des Tourismus leisten ab 2003 Piratenfilme wie Fluch der Karibik.
Nach dem plötzlichen Tod des Premierministers Pierre Charles folgte 2004 Roosevelt Skerrit in dieses Amt.
2005 fanden auf Dominica die Dreharbeiten zum Hollywood-Blockbuster Fluch der Karibik 2 und seinem Nachfolger statt. Dazu kam ein rund 600-köpfiges Filmteam auf die Insel und heuerte insgesamt ca. 450 lokale Angestellte für Security und Catering, als Fahrer und Komparsen an. Gedreht wurde an neun Drehorten, zu denen teilweise die Straßen eigens für diesen Anlass gebaut wurden, um das Drehteam vor Ort bringen zu können. Auch fehlten Unterkünfte, so dass ein Teil der Crew täglich mit Booten und Flugzeugen an den Drehort gebracht werden musste. Einer der Drehorte war Touna Village im Kalinago Territory (dem Kalinago-Reservat der Insel). 150 der Komparsen wurden aus den örtlichen Kalinago rekrutiert, um an diesem Ort die Szenen mit den kannibalistischen „Pelegostos“ zu drehen. Die Kalinago waren in dieser Frage gespalten: während ein Teil dies als willkommenen Zuerwerb und amüsanten Zeitvertreib ansah, waren andere empört über die Popularisierung alter Klischees über ihr Volk. Kalinago-Häuptling Carlo rief zum Boykott auf und verfasste einen offenen Brief, in dem er kritisiert, dass der Disney-Film das alte Stigma des Kannibalismus wiederhole, das seit der Kolonialzeit auf den Kalinago laste und für das es keine Belege gebe. Im gleichen Jahr wurde zum ersten Mal ein Kalinago, Kelly Graneau, zum Minister for Carib Affairs ernannt. Dies wurde zum Teil mit der Bedeutung der Kalinago für den Tourismus der Insel in Verbindung gebracht.

## Politik

### Politisches System
Das Land ist eine parlamentarische Republik, eine der wenigen in der Karibik. Es ist von der britischen Verfassungstradition geprägt.

#### Legislative
Es besteht ein Einkammerparlament, das House of Assembly, mit einer fünfjährigen Legislaturperiode und 30 Mitgliedern. Davon werden 21 gewählt, 5 durch den Regierungschef und 4 durch die Opposition benannt. Wahlberechtigt sind alle Personen ab dem 18. Lebensjahr.
Wie schon bei den Wahlen in den Jahren 2000, 2002, 2009 und 2014 gewann die Dominica Labour Party auch die Parlamentswahl am 6. Dezember 2019 und damit die fünfte Wahl in Folge. Sie erzielte 59 % der Stimmen und gewann den Abgeordnetensitz in 18 von 21 Wahlkreisen. Die United Workers Party errang 41 % der Stimmen und 3 Mandate im House of Assembly. Somit wurde Roosevelt Skerrit als Ministerpräsident für eine weitere Amtszeit bestätigt.

#### Judikative
Zum Justizsystem Dominicas gehören
- das Oberste Gericht der Ostkaribik (Eastern Caribbean Supreme Court) in St. Lucia, das die Justiz in seinen Mitgliedsstaaten verwaltet; es besteht aus
  - dem Hohen Gericht (High Court) aus 16 Richtern, von denen einer in Dominica residieren muss; es behandelt grundsätzliche Fälle (Verfassungsfragen, Menschenrechtsfragen)
  - einem Berufungsgericht (Court of Appeal), das als oberstes Berufungsgericht fungiert
- ein höheres Gericht (Court of Summary Jurisdiction) in Dominica, dem ein Richter des Obersten Gerichtes vorsitzen muss
- vier regionale Gerichte (Magistrates Courts), die für einfache Fälle zuständig sind

#### Exekutive
Es gibt einen Staatspräsidenten mit v. a. repräsentativen Aufgaben. Die exekutive Gewalt liegt beim Premierminister und seinem Kabinett, dessen Ministern mehrere Ministerien und Behörden unterstehen.
Siehe auch:
- Liste der Präsidenten von Dominica
- Liste der Premierminister von Dominica

#### Verwaltungsgliederung
Dominica ist in zehn Parishes als Verwaltungsbezirke eingeteilt. Die Einwohnerzahlen in der folgenden Tabelle beziehen sich auf die Volkszählung vom 12. Mai 2001.
| Nr. | Parish        | Hauptort      | Fläche km² | Einwohner insgesamt | Einwohner/ km² |
| --- | ------------- | ------------- | ---------- | ------------------- | -------------- |
| 1   | Saint Andrew  | Wesley        | 179,6      | 10.240              | 57             |
| 2   | Saint David   | Rosalie       | 126,8      | 6.758               | 53             |
| 3   | Saint George  | Roseau        | 53,5       | 19.825              | 371            |
| 4   | Saint John    | Portsmouth    | 58,5       | 5.327               | 91             |
| 5   | Saint Joseph  | Saint Joseph  | 120,1      | 5.765               | 48             |
| 6   | Saint Luke    | Pointe Michel | 11,1       | 1.571               | 142            |
| 7   | Saint Mark    | Soufrière     | 9,9        | 1.907               | 193            |
| 8   | Saint Patrick | Berekua       | 84,4       | 8.383               | 99             |
| 9   | Saint Paul    | Pont Cassé    | 67,4       | 8.397               | 125            |
| 10  | Saint Peter   | Colihaut      | 27,7       | 1.452               | 52             |
|     | Dominica      | Roseau        | 739        | 71.474              | 97             |

Quelle: Central Statistical Office of Dominica

#### Städte
Im Jahr 2023 lebten 72 Prozent der Einwohner Dominicas in Städten. Die größten Städte auf Dominica waren am 1. Januar 2005:
1. Roseau: 16.074 Einwohner
2. Portsmouth: 3.633 Einwohner
3. Berekua: 3.195 Einwohner
4. Marigot: 2.669 Einwohner
5. Grand Bay: 2.608 Einwohner

#### Politische Indizes
| Name des Index                     | Indexwert  | Weltweiter Rang | Interpretationshilfe                          | Jahr |
| ---------------------------------- | ---------- | --------------- | --------------------------------------------- | ---- |
| Freedom in the World Index         | 93 von 100 | —               | Freiheitsstatus: frei 0 = unfrei / 100 = frei | 2024 |
| Korruptionswahrnehmungsindex (CPI) | 60 von 100 | 36 von 180      | 0 = sehr korrupt / 100 = sehr sauber          | 2024 |

### Politikfelder

#### Außenpolitik
Das Land ist Mitglied des Commonwealth of Nations, der Karibischen Gemeinschaft (CARICOM), der Organisation Ostkaribischer Staaten (OECS), der Organisation Amerikanischer Staaten (OAS), der Gemeinschaft der Lateinamerikanischen und Karibischen Staaten (CELAC) der Alliance of Small Island States (AOSIS) und des Wirtschaftsbündnisses Bolivarianische Allianz für Amerika (ALBA). Darüber hinaus gehört es zu den Trägern der Universität der Westindischen Inseln.

#### Umweltpolitik
Das Land schützt seine Umwelt mit mehreren Schutzgebieten, darunter dem Nationalpark Morne Trois Pitons, der 1997 zum UNESCO-Weltnaturerbe erklärt wurde.

## Wirtschaft

### Allgemeines
Die Wirtschaft Dominicas ist von der Landwirtschaft, vor allem von Bananen, abhängig und bleibt durch die klimatischen Bedingungen und die Abhängigkeit von internationalen Förderprojekten sehr verwundbar. Mit einem BIP pro Kopf von 7356 US-Dollar im Jahre 2016 hatte das Land ungefähr das Wohlstandsniveau von Bulgarien. Die Hurrikane Marilyn und Luis zerstörten 1995 die Bananenernte fast vollständig, nachdem bereits 1994 tropische Stürme ein Viertel der Ernte zunichtemachten. Die Wirtschaft erholte sich später wieder durch Wachstum in der Baubranche, der Seifenproduktion und durch den Tourismus. Das wirtschaftliche Wachstum ist träge, die Arbeitslosigkeit liegt bei über 20 %.
| Wirtschaftsdaten Dominica | Wirtschaftsdaten Dominica      | Wirtschaftsdaten Dominica                  | Wirtschaftsdaten Dominica           | Wirtschaftsdaten Dominica | Wirtschaftsdaten Dominica | Wirtschaftsdaten Dominica |
| Parameter                 | Primärer Sektor (Urproduktion) | Sekundärer Sektor (Verarbeitendes Gewerbe) | Tertiärer Sektor (Dienstleistungen) | Gesamt                    | Bezugsjahr                | Quelle                    |
| ------------------------- | ------------------------------ | ------------------------------------------ | ----------------------------------- | ------------------------- | ------------------------- | ------------------------- |
| Anteil am BIP             | 22,3 %                         | 12,6 %                                     | 65,1 %                              | 830.000.000 (USD) (2018)  | 2017                      | [ 9 ]                     |
| Anteil an Erwerbstätigen  | 40 %                           | 32 %                                       | 28 %                                | 25.000 (2000)             | 2002                      | [ 9 ]                     |

Ein bedeutender Wirtschaftszweig ist nach Einschätzungen von 2023 der Passhandel mit wohlhabenden Kunden. Bürger von Dominica können ohne Visum in 110 Staaten der Welt, einschließlich der Europäischen Union reisen, was die Staatsbürgerschaft wertvoll macht. So erwarben nach Recherchen des Organized Crime and Corruption Reporting Project offiziell mehr als 7000 Personen die Staatsbürgerschaft für etwa 100.000 US-Dollar. Zwischen 2009 und 2021 seien so etwa 775 Millionen Dollar eingenommen worden. Nach Untersuchungen des dominicanischen Staatshaushalts könnten allerdings bis zu 25.000 Personen von einem entsprechenden Programm Gebrauch gemacht haben. Das Vereinigte Königreich führte daraufhin im Sommer 2023 die Visumspflicht für Dominica wieder ein, die Europäische Union beließ es jedoch bei der Visumfreiheit.

### Primärer Sektor

#### Landwirtschaft
Wichtigste Agrarprodukte sind Bananen, Yams, Grapefruit, Taro, Milch, Kokosnüsse, Orangen, Yautia, Plantains und Zuckerrohr.

#### Fischerei
Die Fischerei ist mit Stand 2019 laut FAO durch folgende Zahlen gekennzeichnet:
- Fischereiflotte: 434 Schiffe, hauptsächlich motorisierte Boote unter 12 m
- Erwerbstätige: 912, davon 17 Frauen
- Fang: fluktuiert stark mit 500 Tonnen in 2013, 1000 in 2014, fast 800 in 2017
- Vertrieb: Frischverkauf an lokale Konsumenten; es gibt kein fischverarbeitendes Gewerbe mit Lagermöglichkeiten; daher wird Fischüberschuss zu Abfall
- Aquakultur: Aquakulturunternehmen produzieren auf ca. 11 Hektar geschätzt 1 Tonne Garnelen und 5 Tonnen Tilapia pro Jahr
- Exporte: sehr begrenzt, in 2016 im Wert von 7000 USD
- Importe: 1,6 Mio. USD
- Verbrauch: 27,1 kg pro Kopf

Trends: seit dem Rückgang der Bananenproduktion sind viele Bauern auf die Erwerbsmöglichkeit Fischerei ausgewichen; auch ist im Land aufgrund des wachsenden Tourismus eine verstärkte Nachfrage nach Fisch zu verzeichnen.

#### Bodenschätze und Bergbau
Dominica will gemeinsam mit Venezuela auf der Insel eine Raffinerie errichten und im Bereich der geothermischen Energiegewinnung sowie der Wasserkraftnutzung zusammenarbeiten.

### Sekundärer Sektor
Verarbeitendes Gewerbe: Wichtig sind in Dominica die Herstellung von Seife, Kokosöl, Kopra, Möbel, Zementblocks und Schuhen.
Energieversorgung: Die Elektrifizierung (Zugang der Bevölkerung zu Strom) beträgt 100 % (2020). Die Elektrizitätsproduktion betrug 2016 111,4 Millionen kWh, der Stromverbrauch 103,6 Millionen kWh. Elektrizität wird weder importiert noch exportiert.

### Tertiärer Sektor

#### Handel
Die Exporte beliefen sich 2018 auf 160 Mio. USD. Exportiert wurden v. a. Medizintechnik, Pharmazeutika, elektrische Schutzausrüstung, tropische Früchte und Verbandsmaterial (2019). Hauptabnehmer waren Saudi-Arabien mit 47 % und Katar mit 5 % (2019).
Die Importe beliefen sich 2018 auf 430 Mio. USD. Importiert wurden v. a. raffiniertes Erdöl, Naturgas, Rohöl, Freizeitschiffe und Automobile (2019). Die Hauptlieferanten waren die Vereinigten Staaten mit 57 %, Nigeria mit 11 %, China mit 6 % und Italien mit 5 % (2019).
Dominica ist Mitglied im Wirtschaftsbündnis Petrocaribe, wodurch die Insel venezolanisches Erdöl zu Vorzugspreisen erhält und Mitglied im Bündnis ALBA.
Das Land profitiert auch von der Caribbean Basin Initiative (CBI), die für viele Produkte zollfreien Zugang zu den Vereinigten Staaten erlaubt.
Dominica gehört zu weiteren wirtschaftlich nützlichen Zusammenschlüssen: Caribbean Community (CARICOM), CARICOM Single Market and Economy (CSME), Organisation of Eastern Caribbean States (OECS).

#### Verkehr
Infrastruktur
- Straßennetz: 1,512 km (2018)[95]
- Schienennetz: 0
- Häfen: Seehäfen gibt es in Portsmouth und Roseau.

Flughäfen
- Dominica verfügt über zwei Flughäfen: Douglas-Charles Airport (IATA-Flughafencode DOM) und Canefield Airport (IATA-Code DCF). Beide haben keine internationale Zulassung für große Passagiermaschinen, was als eines der Haupthindernisse für die touristische Entwicklung des Inselstaates angesehen wird. Der Douglas-Charles Airport hieß bis zur offiziellen Umbenennung am 27. Oktober 2014 Melville Hall Airport und wurde in den letzten Jahren mit finanzieller Unterstützung der EU und Venezuelas erweitert und verfügt seit Ende 2010 über eine längere und breitere Start- und Landebahn sowie ein Instrumentenlandesystem, sodass auch nachts und bei schlechter Sicht gelandet werden kann.[97] Bis zum April 2019 war Dominica der letzte Staat der Erde, der einen Flughafen betrieb, ohne Mitglied bei der ICAO zu sein.[98]
- Am 9. Juni 2021 wurde ein Vertrag zum Bau eines neuen internationalen Flughafens nahe der Gemeinde Wesley zwischen der Regierung von Dominica und der auf Visa- und Staatsbürgerschafthandel spezialisierten Montreal Management Consultant Establishment (MMCE) in Höhe von 1 Milliarde Dollar unterzeichnet[99], gegen den Widerstand der von der Zwangsräumung betroffenen Dorfbewohner[100] und den Vorwurf der Geldwäsche der Einnahmen aus dem umstrittenen Handel mit Staatsbürgerschaften und Visa.[101] Die Fertigstellung war ursprünglich für 2025 geplant, im Oktober 2022 nannte der Premierminister Roosevelt Skerrit 2026 als geplantes Fertigstellungsjahr.[102]
Am 9. November 2024 erfolgte der offizielle Erste Spatenstich auf der Baustelle des neuen Flughafens.[103]

Verkehrswirtschaft
- ÖPNV: es gibt einige v. a. private Busunternehmen, die regelmäßige Linien anbieten[104]
- Taxis: Es gibt mindestens drei Taxiunternehmen[105]
- Autoverleih: vier Autoverleiher bieten ihre Dienste an[106]
- Schiffsverkehr: Es gibt einige Fähren zu den Nachbarinseln. In der Handelsmarine sind 93 Schiffe registriert, darunter 30 Frachtschiffe, 19 Öltanker und 44 andere (2021)[107]
- Flugverkehr: keine eigenen Fluggesellschaften, aber diverse aus Nordamerika und Europa fliegen Dominica an[108]

#### Tourismus
Der Tourismus wurde wichtiger, seit die Landwirtschaft an Bedeutung verloren hat. Die touristische Entwicklung geht jedoch nur zögerlich vonstatten, hauptsächlich wegen der rauen Küste, des fast vollständigen Fehlens von Sandstränden (mit wenigen Ausnahmen an der Westküste, z. B. bei Salisbury) sowie des Nichtvorhandenseins eines internationalen Verkehrsflughafens.
Die Europäische Union ist momentan Dominicas wichtigster Partner in der Förderung der Wirtschaft und des Tourismus. Zwischen 2002 und 2006 versuchte die Regierung mit dem Eco-Tourism Development Programme (ETDP), einem Förderprogramm für den Ökotourismus in Zusammenarbeit mit der EU, den schrittweisen Aufbau einer ökologisch geprägten Tourismusbranche.
Die Versuche der Regierung, den Tourismus zu fördern, zeigen bisher wenig Erfolg. Die millionenschweren Investitionen, die in den Ausbau des Douglas-Charles Airport geflossen sind, werden von Kritikern als nutzlos betrachtet, da der Flughafen nach wie vor keine internationale Zulassung hat und nur kleine Maschinen aus den umliegenden Inseln dort landen können.
Im Dezember 2007 erhielt Dominica 36 Millionen XCD (ca. 9,1 Millionen Euro) als Fördermittel aus dem Entwicklungshilfeetat der EU.

#### Finanzwirtschaft
Seit den 1980er Jahren wächst die Finanzdienstleistungsbranche. Dabei spielt u. a. Offshore Banking eine Rolle.
Zu den hier angesiedelten Banken gehören: Scotiabank, Royal Bank of Canada, Cathedral Investment Bank, First Caribbean International Bank und The Interoceanic Bank of the Caribbean.
Für Aufsicht und Regulation ist die Financial Service Unit of the Commonwealth of Dominica (FSU) zuständig, die dem Finanzministerium untergeordnet ist.
Seit Mitte der 1990er Jahre kommen Offshore-Länder (Steueroasen) unter zunehmenden Druck der OECD, die deren Steuerpolitik kritisierte und drohte, sie auf eine Schwarze Liste zu setzen, gegen die Sanktionen ausgesprochen werden sollen. Dominica konnte das verhindern, indem es seine Finanz- und Steuergesetze den Anforderungen der OECD anpasste und einem Informationsaustausch über steuerflüchtige Bürger zustimmte.
Es wird angenommen, dass Dominica ausländischen Unternehmen Steuerfreiheit gewährt. Wie viele Unternehmen davon profitieren, ist nicht bekannt, weil die Regierung strikte Vertraulichkeit einhält. Allerdings ist bekannt, dass viele Internet-Unternehmen und Hedge Fonds Dominica zu diesem Zweck nutzen. Am 12. Juli 2012 hat Dominica eine Vereinbarung mit Polen getroffen, um solche Steuerinformationen auszutauschen.

#### Medienwirtschaft
Dominica verfügt über zwei Tageszeitungen, The Sun und The Chronicle.
Historische Zeitungen sind u. a. The Dominican, The Dominica Guardian und der Dominica Colonist, die online bei Digital Library of the Caribbean kostenlos verfügbar sind.
Es gibt zwei nationale Fernsehsender und einige Radiostationen:
- ZBC-AM 590
- Radio En Ba Mango 93.5/96.9FM
- ZGBC-AM 740,
- ZGBC-FM 90.7 (Portsmouth)
- ZGBC-FM 102.1 (Roseau)
- ZGBC-FM 106.1 (Marigot)
- Q95 FM
- die Dominica Broadcasting Corporation
- Kairi FM

#### Telekommunikationswirtschaft
Ab 2005 boten Digicel und das britische Unternehmen Orange (seit 2010 nicht mehr in Dominica tätig) Telekommunikationsdienstleistungen an. Eine Reihe von Mobilfunkanbietern sind im Land tätig, v. a. LIME und Digicel.
Im Jahr 2021 nutzten 82,4 Prozent der Einwohner Dominicas das Internet.

## Kultur

### Sport
Cricket ist der beliebteste Sport auf Dominica. Dominica ist eines der Länder, das mit anderen Karibikstaaten das West Indies Cricket Team bildet, eine der „Nationalmannschaften“ im internationalen Cricket mit Teststatus, der angesehensten Form dieses Sports. Das West Indies Cricket Team nahm an beinahe jedem Cricket World Cup teil, gewann die ersten beiden Austragungen 1975 und 1979 und verpasste lediglich das Turnier 2023. Außerdem gewannen sie den Men’s T20 World Cup zweimal (2012 und 2016) sowie je einmal die Champions Trophy (2004) und die U19-Cricket-Weltmeisterschaft (2016).
Special Olympics Dominica wurde in den späten 1970er Jahren gegründet und nahm mehrmals an Special Olympics Weltspielen teil.

### Feiertage
| Datum                | Name | Deutscher Name          | Anmerkungen                                               |
| -------------------- | ---- | ----------------------- | --------------------------------------------------------- |
| 1. Januar            |      | Neujahr                 |                                                           |
| 2. Januar            |      | 2. Januar               |                                                           |
| Februar/März         |      | Karneval                | Rosenmontag                                               |
| Februar/März         |      | Aschermittwoch          |                                                           |
| März/April           |      | Karfreitag              |                                                           |
| März/April           |      | Ostern                  | Ostermontag                                               |
| Mai                  |      | Erster Mai              | Dieser Feiertag fällt immer auf den ersten Montag im Mai. |
| Mai                  |      | Pfingsten               | Pfingstmontag                                             |
| 1. August            |      | Tag der Emanzipation    |                                                           |
| 3. November          |      | Unabhängigkeitstag      |                                                           |
| 4. November          |      | Tag zum Wohl des Volkes |                                                           |
| 25. und 26. Dezember |      | Weihnachten             | 1. und 2. Weihnachtsfeiertag                              |

### Berühmte Dominicaner
- Carissa Etienne (1952–2023), Direktorin der Panamerikanischen Gesundheitsorganisation, Regionaldirektorin der WHO
- Nasio Fontaine (* 1969), Reggae-Musiker
- Prince Ital Joe (1963–2001), Reggae-Musiker
- Philip Potter (1921–2015), Generalsekretär des Ökumenischen Rats der Kirchen
- Jean Rhys (1890–1979), Schriftstellerin
- Patricia Scotland (* 1955), Generalsekretärin des Commonwealth of Nations
- Thea LaFond (* 1994), Goldmedaillengewinnerin im Dreisprung der Olympischen Spiele in Paris 2024